# Dufourea vernalis
Dufourea vernalis är en biart som beskrevs av Timberlake 1939. Dufourea vernalis ingår i släktet solbin, och familjen vägbin. Inga underarter finns listade i Catalogue of Life.